# Loxandrus saccisecundaris
Loxandrus saccisecundaris är en skalbaggsart som beskrevs av Allen. Loxandrus saccisecundaris ingår i släktet Loxandrus och familjen jordlöpare. Inga underarter finns listade i Catalogue of Life.